# ミゲル・イディゴラス・フエンテス

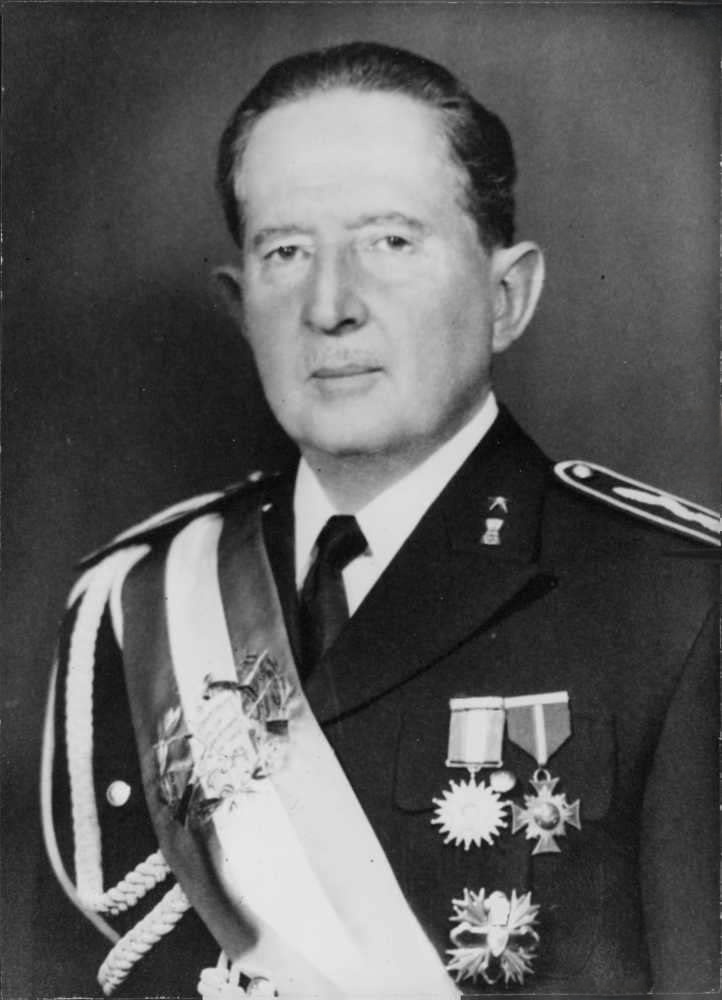
公式の肖像

ミゲル・イディゴラス・フエンテス（Miguel Ydígoras Fuentes、1895年10月17日 - 1982年10月27日）は、グアテマラの軍人、のちに政治家で、1958年から1963年までグアテマラの大統領をつとめたが、クーデターによって排除された。イディゴラス時代の1960年にグアテマラ内戦がはじまり、1996年まで続いた。

## 生涯
イディゴラスはレタルレウ県の県都レタルレウに生まれ、グアテマラシティの軍学校で学んだのち、1915年に歩兵隊に入り、ワシントンDCとパリのグアテマラ大使館づき武官をつとめた。
1922年から1939年までサン・マルコス県知事を務め、ホルヘ・ウビコ時代の1937年に将軍に昇進した。1939年からは道路局長をつとめた。
1944年6月の反政府運動によってホルヘ・ウビコが大統領を辞職した後、フアン・フェデリコ・ポンセ・バイデス将軍が臨時大統領に就任したが、10月にフランシスコ・ハビエル・アラナとハコボ・アルベンスに率いられた将校のクーデターによってポンセ・バイデス政権が倒された。これがグアテマラ革命のはじまりである:28–29。新政府のもとでイディゴラスは軍人としての権力を失ったものの、新政府は彼をイギリス大使に任命した:19。

### 1950年大統領選挙と亡命
1949年にアルベンスの手の者によってアラナが暗殺された後、1950年にイディゴラスは国民民主和解党(Partido Reconciliación Democrática Nacional, PRDN)を組織して大統領選挙に出馬し、アルベンスと戦った。しかし人望のあるアルベンスが25万票を得て当選し、イディゴラスの得た票は7万2000票だった:24。イディゴラス本人は実際に投票が行われる1週間前に亡命した。イディゴラス本人の主張によるとアルベンスが彼を殺害しようとしたというが、実際にはありそうにない:24。
イディゴラスは革命政府のアレバロ大統領やアルベンス大統領に対する批判者としてふるまったが、その影響は保守派と上流階級にとどまった:19-20。アメリカ合衆国のCIAはアルベンス政権を打倒しようとしていたが、そのための候補としてカスティージョ・アルマスを第一に考え、イディゴラスについては支持層が弱いと考え:29-30、また彼がウビコ政権時代に働いていたことについても難色を示した:45。CIAの支援する1954年のクーデターでアレバロ政権が倒され、カスティージョ・アルマスが臨時大統領に就任し、グアテマラ革命中の改革を元に戻した。アルマス政権下でイディゴラスはコロンビア大使をつとめた。

### 大統領
1957年にカスティージョ・アルマス臨時大統領が暗殺されたことでグアテマラの政治は流動化したが、選挙 (1958 Guatemalan general election) のために帰国したイディゴラスが1958年1月にホセ・ルイス・クルス・サラサル (es:José Luis Cruz Salazar) を破って大統領に就任した:55。しかし過半数を取ることはできず、議会のイディゴラス派は少数派だった。
イディゴラスははじめ和解を唱え、多くの国外亡命者の帰国を許した。また前政権で禁止された労働組合も許可した。しかし政権は不安定で、反政府運動が盛んになるとこのような開放性は失われた。
外交に関しては、イギリスに対してイギリス領ホンジュラスを取り返そうとして争った。メキシコとも争った。彼はキューバのフィデル・カストロ政権と国交を断絶し、カストロ政権を倒すためのピッグス湾事件のためのゲリラの訓練をグアテマラで行うことを許可した。

### グアテマラ内戦
1960年11月13日、ヨン・ソサ (Marco Antonio Yon Sosa) およびトゥルシオス・リマ (Luis Augusto Turcios Lima) の率いる軍の若手将校のクーデターが発生したが失敗に終わった。しかし彼らはゲリラ団体のMR-13 (Revolutionary Movement 13th November) を結成し、以後1996年まで続くグアテマラ内戦のはじまりとなった。1962年12月（公式には1963年2月）にはMR-13や非合法のグアテマラ労働党(PGT)などによって武装反乱軍(Fuerzas Armadas Rebeldes, FAR)が成立した。

### クーデター
左翼勢力はグアテマラ革命時の大統領フアン・ホセ・アレバロが亡命から帰国して1963年の大統領選挙の候補として出馬するように要求した。1963年3月29日、グアテマラの新聞はアレバロが帰国していることを報道した。防衛相のエンリケ・ペラルタ・アスルディアはアレバロが大統領に再選されることを恐れて翌3月30日クーデターを起こし、イディゴラス政権は倒れた。ペラルタは選挙を中止した。イディゴラスはパナマに亡命した。
1982年、イディゴラスはグアテマラシティで脳内出血によって死亡した。86歳だった。